# Dielèctric

Un material dielèctric polaritzat

Un dielèctric o aïllant elèctric, és una substància altament resistent al flux del corrent elèctric. Els materials dielèctrics són, en electroestàtica, materials que a diferència dels conductors elèctrics, no contenen càrregues lliures que puguin moure's pel seu volum. En un dielèctric les càrregues estan lligades als àtoms o molècules que ho constituïxen i només poden efectuar petits desplaçaments dintre de la molècula quan sobre aquestes actua un camp elèctric extern (E). En aquest cas les càrregues negatives i positives es desplacen en sentit contrari formant dipols elèctrics. Quan això succeïx diem que el dielèctric s'ha polaritzat. Per aquest motiu en els dielèctrics sí que pot existir un camp elèctric no nul en el seu interior.
Així, tots els materials dielèctrics són aïllants però no tots els materials aïllants són dielèctrics. Alguns exemples d'aquest tipus de materials són el vidre, la ceràmica, la goma, el petroli, la mica, la cera, el paper, la fusta seca, la porcellana, alguns greixos per a ús industrial i electrònic i la baquelita. Pel que fa als gasos s'utilitzen com a dielèctrics sobretot l'aire, el nitrogen i el hexafluorur de sofre.
El vocable «dilèctric» (del grec) δια- dia-, que significa ‘a través de’) va ser concebut per William Whewell en resposta a una petició de Michael Faraday.

## Susceptibilitat elèctrica
La susceptibilitat elèctrica χe d'un material dielèctric és una mesura de la facilitat en què es polaritza en resposta a un camp elèctric. Això determina la permitivitat elèctrica del material i, per tant, influeix en molts altres fenòmens en aquest medi, des de la capacitat dels condensadors fins a la velocitat de la llum.
Es defineix com una constant de proporcionalitat (que pot ser un tensor) relacionant un camp elèctric E amb la densitat de polarització induïda P al dielèctric:
{\displaystyle {\mathbf {P} }=\varepsilon _{0}\chi _{e}{\mathbf {E} },}
on {\displaystyle \,\varepsilon _{0}} és la permitivitat del buit, i on la susceptibilitat elèctrica χ és un nombre complex sense dimensions. Aquest cas seria linear atès que es tracta d'una relació de proporcionalitat i permet d'interpretar el fenomen de la refracció, la susceptibilitat està relacionada amb l'índex de refracció n per mitjà de les equacions de Maxwell segons:
{\displaystyle n={\sqrt {1+Re(\chi )}}},
on {\displaystyle Re(\chi )\,} és la part real de la susceptibilitat elèctrica.
La susceptibilitat d'un medi està relacionada amb la seva permitivitat relativa {\displaystyle \,\varepsilon _{r}} segons
{\displaystyle \chi _{e}\ =\varepsilon _{r}-1.}
Així, en el cas del buit,
{\displaystyle \chi _{e}\ =0.}
El desplaçament elèctric D està relacionat amb la densitat de polarització P segons
{\displaystyle \mathbf {D} \ =\ \varepsilon _{0}\mathbf {E} +\mathbf {P} \ =\ \varepsilon _{0}(1+\chi _{e})\mathbf {E} \ =\ \varepsilon _{r}\varepsilon _{0}\mathbf {E} .}

### Dispersió i causalitat
En general, un material no es polaritza de manera instantània en resposta a un camp elèctric sinó que en necessita un cert temps, la formulació més general com a funció del temps és:
{\displaystyle \mathbf {P} (t)=\varepsilon _{0}\int _{-\infty }^{t}\chi _{e}(t-t')\mathbf {E} (t')\,dt'.}
Això significa que la polarització és una convolució del camp elèctric inicial, la polarització pot modificar el camp elèctric inicial, amb una susceptibilitat dependent del temps que serà expressada per {\displaystyle \chi _{e}(\Delta t)}. El límit superior d'aquesta integral es pot estendre cap a l'infinit en tant que definim {\displaystyle \chi _{e}(\Delta t)=0} per a {\displaystyle \Delta t<0}. Una resposta instantània correspondria a la funció delta de Dirac de la susceptibilitat {\displaystyle \chi _{e}(\Delta t)=\delta (\Delta t)}.
A un sistema lineal és més convenient prendre la transformada de Fourier i escriure la relació en funció de la freqüència. Gràcies al teorema de convolució, la integral desapareix i s'obté
{\displaystyle \mathbf {P} (\omega )=\varepsilon _{0}\chi _{e}(\omega )\mathbf {E} (\omega ).}
Aquesta dependència de la freqüència de la susceptibilitat porta a la dependència de la freqüència de la permitivitat, que es coneix com a dispersió del material.
D'altra banda, el fet que la polarització pot dependre només del camp elèctric inicial (per exemple {\displaystyle \chi _{e}(\Delta t)=0} per a {\displaystyle \Delta t<0}), a conseqüència del principi de causalitat s'imposa la restricció de les relacions de Kramers-Kronig sobre la susceptibilitat {\displaystyle \chi _{e}(0)}.

## Dipol elèctric
Està format per un sistema de dues càrregues d'igual magnitud, però de signe contrari, una càrrega puntual positiva (+Q) i altra càrrega negativa (-Q), separades una distància "s" que és molt petita (s << r), enfront de la distància on es desitja calcular el camp o el potencial. El paràmetre que defineix a un dipol és el vector Moment dipolar elèctric p:
- Mòdul: p = Q · s
- Direcció: la recta que passa per +Q i -Q.

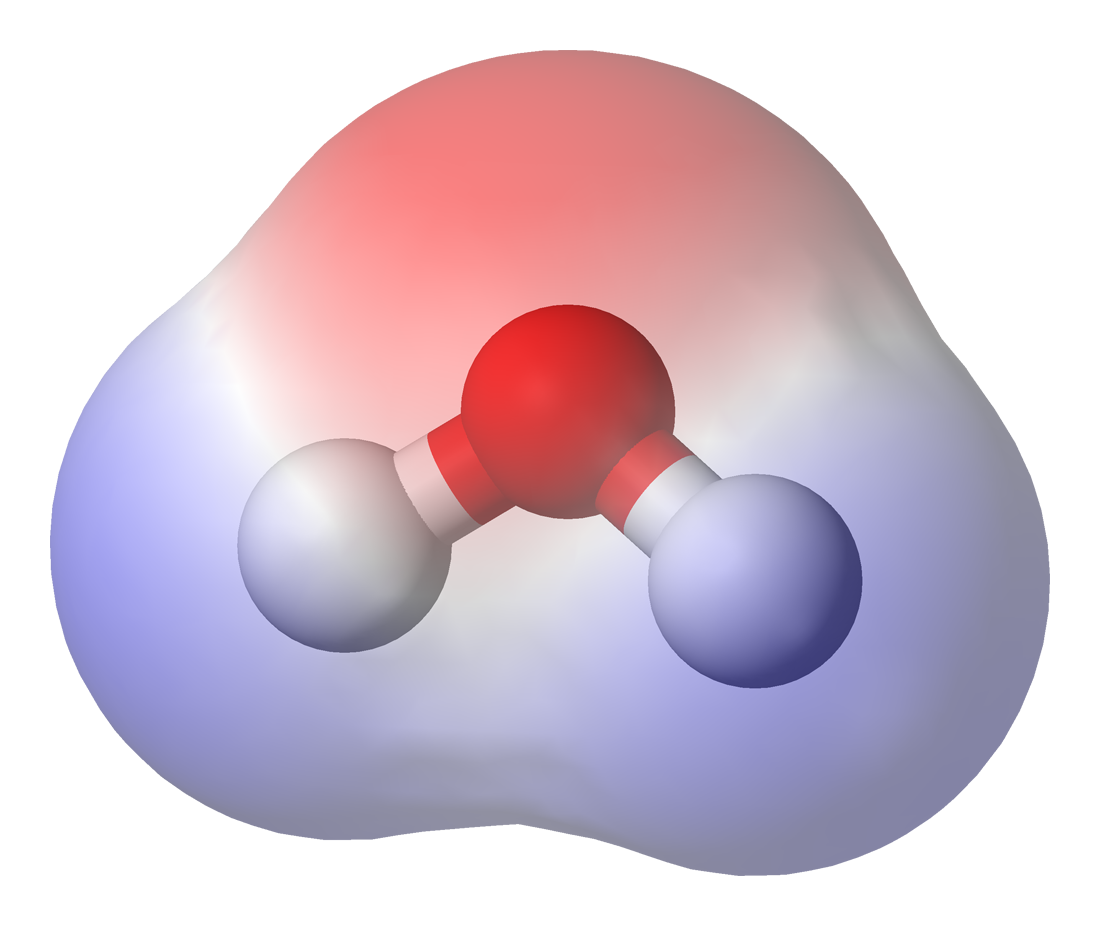
molècula d'aigua polar

- Sentit: de -Q a +Q.

## Tipus
Hi ha dos tipus de molècules dielèctriques: les polars i les no polars. En els dielèctrics polars, com la molècula d'aigua, en absència de camp elèctric exterior, els centres de les càrregues positives i negatives no coincideixen, la qual cosa implica que les molècules posseïxen un moment dipolar individual permanent no nul. No obstant això, a causa de la direcció que adopten els dipols de les molècules, el moment dipolar total és nul. Quan es polaritza (aplicar E exterior), els dipols tendeixen a alinear-se en direcció al camp aplicat.
En els dielèctrics no polars, en absència de camp elèctric exterior els centres de càrrega de les molècules coincideixen, això implica que les molècules posseïxen un moment dipolar individual permanent nul. Per tant, el moment dipolar total és nul. Quan en aquest cas se li aplica un camp elèctric, es formen dipols elèctrics orientats i, per tant, el moment dipolar total és no nul.
Resum: Sense camp exterior: 
- Polars → El moment dipolar individual és distint de zero, p ≠ 0, però la seva orientació aleatòria provoca que el moment total s'anul·li → Σp = 0
- No polars → El moment dipolar individual és nul, p = 0.

Quan a un medi dielèctric se li aplica un camp elèctric, les càrregues es redistribueixen dins els seus àtoms o molècules. Aquesta redistribució altera la forma del camp aplicat tant dins el dielèctric com en la regió propera.
Quan dues càrregues elèctriques es desplacen per un medi dielèctric, les forces d'interacció entre elles dues es redueixen. Quan una ona electromagnètica travessa un dielèctric, tant la seva velocitat com la seva longitud d'ona disminueixen, mentre que la freqüència roman constant.
El  dielèctric  és un material mal conductor d'electricitat electricitat, per la qual cosa pot ser utilitzat com aïllant elèctric, i a més si és sotmès a un camp elèctric extern, pot establir-s'hi un camp elèctric intern, a diferència dels materials aïllants amb què solen confondre. Tots els materials dielèctrics són aïllants, però no tots els materials aïllants són dielèctrics.
Alguns exemples d'aquest tipus de materials són el vidre, la ceràmica, el cautxú, la cera, el paper, la fusta seca, la porcellana, algunes greixos per a ús industrial i electrònic i la baquelita. Quant als gasos s'utilitzen com dielèctrics sobretot l'aire, el nitrogen i el hexafluorur de sofre.
El terme "dielèctric" va ser concebut per William Whewell (del grec "dia" que significa "a través de") en resposta a una petició de Michael Faraday.

## Aplicacions
Els dielèctrics s'utilitzen en la fabricació de condensadors, perquè les càrregues reaccionin. Cada material dielèctric té una constant dielèctrica k. Tenim  k  per als següents dielèctrics: buit té k = 1; aire (sec) té k = 1,00059; tefló té k = 2,1; niló té k = 3,4; paper té k = 3,7; aigua (Químicament pura) té k = 80.
Els dielèctrics més utilitzats són l'aire, el paper i el cautxú. La introducció d'un dielèctric en un condensador aïllat d'una bateria, té les següents conseqüències:
- Disminueix el camp elèctric entre les plaques del condensador.
- Disminueix la diferència de potencial entre les plaques del condensador, en una relació Vi/k.
- Augmenta la diferència de potencial màxima que el condensador és capaç de resistir sense que salti una espurna entre les plaques (ruptura dielèctrica).
- Augment, per tant, de la capacitat elèctrica del condensador en k vegades.
- La càrrega no es veu afectada, ja que roman la mateixa que ha estat carregada quan el condensador va estar sotmès a un voltatge.

Normalment, un dielèctric es torna conductor quan se sobrepassa el camp de ruptura del dielèctric. Aquesta tensió màxima es denomina rigidesa dielèctrica. És a dir, si augmentem molt el camp elèctric que passa pel dielèctric convertirem aquest material en un conductor.
Tenim que la capacitància amb un dielèctric omplint tot l'interior del condensador és expressada per: {\displaystyle C=kEoA/d} (on  Eo  és la permitivitat elèctrica del buit).

## Alguns dielèctrics pràctics
Els materials dielèctrics poden ser sòlids, líquids o gasos (un alt buit també pot ser un dielèctric útil, gairebé sense pèrdues, encara que la seva constant dielèctrica relativa sigui només la unitat).
Els dielèctrics sòlids són potser els dielèctrics més utilitzats en l'enginyeria elèctrica, i molts sòlids són molt bons aïllants. Alguns exemples inclouen porcellana, vidre i la majoria dels plàstics. L'aire, el nitrogen i el hexafluorur de sofre són els tres dielèctrics gasosos més utilitzats.
- Els recobriments industrials com Parylene proporcionen una barrera dielèctrica entre el substrat i el seu entorn.
- L'oli mineral s'usa àmpliament dins dels transformadors elèctrics com a dielèctric fluid i per ajudar en el refredament. Els fluids dielèctrics amb constants dielèctrics més alts, com l'oli de ricí de grau elèctric, sovint es fan servir en capacitors d'alt voltatge per ajudar a prevenir la descàrrega de corona i augmentar la capacitància.
- Com que els dielèctrics resisteixen el flux d'electricitat, la superfície d'un dielèctric pot retenir càrregues elèctriques en excés encallades. Això pot passar accidentalment quan es frega el dielèctric (l'efecte triboelèctric). Això pot ser útil, com en un generador de Van de Graaff o electròfor, o pot ser potencialment destructiu com en el cas d'una descàrrega electroestàtica.
- Els dielèctrics especialment processats, anomenats elèctrics (que no s'han de confondre amb els ferroelèctrics), poden retenir un excés de càrrega interna o una polarització «congelada». Els electrots tenen un camp elèctric semipermanent i són l'equivalent electroestàtic dels imants. Els electrotrets tenen nombroses aplicacions pràctiques a la llar i la indústria.

Alguns dielèctrics poden generar una diferència de potencial quan se sotmeten a tensió mecànica o (equivalentment) canvien de forma física si s'aplica un voltatge extern a través del material. Aquesta propietat es diu piezoelectricitat. Els materials piezoelèctrics són una altra classe de dielèctrics molt útils.
Alguns cristalls iònics i dielèctrics polimèrics exhibeixen un moment dipolar espontani, que es pot revertir mitjançant un camp elèctric aplicat externament. Aquest comportament s'anomena efecte ferroelèctric. Aquests materials són anàlegs a la manera com es comporten els materials ferromagnètics dins d'un camp magnètic aplicat externament. Els materials ferroelèctrics sovint tenen constants dielèctrics molt alts, la qual cosa els fa molt útils per a capacitors.

## Paraelectricitat
La paraelectricitat és el comportament nominal dels dielèctrics quan el tensor de permitivitat dielèctrica és proporcional a la matriu unitària, és a dir, un camp elèctric aplicat provoca la polarització i/o l'alineació dels dipols només en paral·lel al camp elèctric aplicat. Contràriament a l'analogia amb un material paramagnètic, no cal que hi hagi un dipol elèctric permanent en un material paraelèctric. Els mecanismes que causen el comportament paraelèctric són la distorsió d'ions individuals (desplaçament del núvol d'electrons del nucli) i la polarització de molècules o combinacions d'ions o defectes.
La paraelectricitat es pot donar en fases cristal·lines en què els dipols elèctrics no estan alineats i, per tant, tenen el potencial d'alinear-se en un camp elèctric extern i debilitar-lo.
La majoria dels materials dielèctrics són paraelèctrics. Un exemple concret de material paraelèctric d'elevada constant dielèctrica és el titanat d'estronci.
El vidre LiNbO3 és ferroelèctric per sota de 1430 K, i per sobre d'aquesta temperatura es transforma en una fase paraelèctrica desordenada. De la mateixa manera, altres perovskites també presenten paraelectricitat a altes temperatures.
La paraelectricitat s'ha estudiat com a possible mecanisme de refrigeració; la polarització d'un paraelèctric mitjançant l'aplicació d´un camp elèctric en condicions de procés adiabàtic augmenta la temperatura, mentre que l'eliminació del camp redueix la temperatura. Una bomba de calor que funcioni polaritzant el paraelèctric, cosa que li permet tornar a la temperatura ambient (dissipant la calor extra), posant-ho en contacte amb l'objecte a refredar i, finalment, despolaritzant-ho, donaria com a resultat la refrigeració.